# Грејвс-Базедовљева болест
Грејвс-Базедовљева болест је једна од најчешћих аутоимуних и ендокриних болести у чијој основи се налази специфичан поремећај функције тироидне жлезде. Болест је врста хиперфункције штитне жлезде, која спада у аутоимуне болести јер је узрокују сопствена антитела која утичу на функцију жлезданог ткива тако што га стимулишу да ствара веће количине тиреоидног хормона. Како болест захвата целу штитну жлезду она носи назив и дифузна токсична гушавост (у потпуности увећана тиреоидна жлезда која лучи превише хормона штитњаче).
Грејвс-Базедовљева болест спада у космополитско обољење по глобалној заступљености од око 1%. Посебно је често присутна у подручјима богатим јодом у којима погађа 4,6% жена и 1,1% мушкараца.
Клиничку слику хипертиреозе поред карактеристичних симптома (осећаја топлоте, немира, нервозе, појачаног знојење, повишеног базалног метаболизма, мршављења) прати и тријаса симптома: убрзан рад срца, егзофталмус (Грејвсова офталмија) и дифузна струма. Понекад се свака јаче изражена хипертиреоза погрешно назива Базедовљева болест иако нема сва три наведена карактеристична симптома.

## Називи болести
- У земљама немачког говорног подручја, болест је добила име по немачком лекару Карлу Базедову који је први описао болест 1840. године. Овај назив је прихваћен у Србији као колоквијални назив болести.
- У земљама у којим се говори енглеским језиком болест је добила име по Роберту Грејвсу (енгл. Robert James Graves, 1797—1853) који је болест под називом гушавост описао 1835. године.
- Други називи су аутоимунотиреопатија тип 3, имунотиреопатија или имунохипертиреоза.
- Грејвсова болест је такође познат и под многим другим називима; Бегбијева болест, Флајнова болест, Флајн-Базедова болест, Маршанова болест, Перијева болест (енгл. Begbie’s disease, Flajani’s disease, Flajani-Basedow syndrome, Marsh’s disease, Parry’s disease). Ови називи се често могу наћи у литератури.[1]

## Историјат
Томас Вартон (енгл. Thomas Wharton, 1614–1673) енглески лекар и анатом први је 1656. године описао посебну анатомску структуру на врату коју је он назвао штитаста (тиреоидна) жлезде. Томас је први уочио да се она разликује од гркљана (енгл. lariynx), као посебна анатомска структура, за коју се вековима уназад, још из периода Андреаса Везалијуса енгл. Andreas Vesalius, 516—564} сматрало да је она жлезда гркљана. То откриће настало је скоро 200 година пре него што функција штитне жлезде разјашњене.
Епоним „Флајан-Грејвс-Базедовљева болест“ настао је од имена; ирског лекара Роберта Грејвса Џејмса, који је први објавио опис болести 1835. године, немачког лекара Карл Адолфа фон Базедова, који је симптоме болести описао независно од његовог британског колеге 1840. године и италијанског лекара Ђузепа Флајана који је 1805. године описао клиничку слику болести која се карактерише егзофталмусом и лупањем срца.
Пре ових лекара клиничку слику болести уочио је и енглески лекар Пери (Caleb Hillier Parry), чак и пре пре напред наведених лекара 1786. године, али је опис болести објављен 1825. године, 20 година након Флајна и 10 година пре Грејвса.
У Европи, болест је првенствено познат под називом „Грејвсова болест“ или "„Флајн-Базедова болест“, док је у Ирској, САД и другим земљама са енглеским језиком најпознатији као „Грејвсова болест“.

## Епидемиологија
Код око 6% болесника са Грејвсовом офталмопатијом јављају се изражене промене на рожњачи (улкуса рожњаче) које захтевају хируршку интервенцију (орбиталну декомпресију).
Полне разлике
Као и код већине аутоимуних болести, инциденција болести је већа код жена. Код Гравес болести женско—мушки однос хипертиреозе је 7-8:1.
Женско—мушки однос за претибијални микседем је 3.5:1.
Старосне разлике
Гравесова болест је примарно обољење младих жена, које се може јавити и у особа било ког узраста. Типичан опсег старости је 20-40 година.
Болешћу су највише погођене жене узраста од 30 до 60 година.

## Етиопатогенеза
Грејвс-Базедовљева болест настаје као резултат интеракције генетичких фактора и фактора спољне средине који доводе до аутоимунске реактивације Т и Б ћелија на рецепторе тиреоицита, што има за последицу апсорпцију јода, хиперсекрецију тиреостимулишућег хормона (ТСХ) и увећање штитне жлезде.
Код болесника са Грејвс-Базедовљевом болешћу цела штитњача је најчешће изражено хиперпластична. Волумен јој је два до три пута увећан него нормално, а у њој се јавља изражено набирање фоликуларног епитела и унутрашњости фоликула, тако да је повећање броја ћелија још неколико пута веће него што је повећање волумена жлезде. У таквим условима секреција (лучење) сваке поједине ћелије је доста појачано. Тако је на основу бројних истраживања утврђено, да овако хиперпластичне жлезде луче од 5 до 15 пута више тироидних хормона него у нормалним условима.
И поред тога што наведене промене у штитњачи личе променама које настају након давања већих доза тиреостимулишућег хормона (ТСХ), истраживања су показала да концентрација ТСХ не само да није повећана већ је смањена, скоро до нуле. Насупрот томе у крви већине болесника нађена је друга супстанца која је по дејству налик тиреостимулишућем хормону (ТСХ). То су имуноглобулинска антитела која се везују за мембрану ћелија штитњаче (рецепторе мембране за које се везује и ТСХ). На тај начин настаје трајно активирање система цикличног АМП-а ћелија, што последично доводи до развоја хипертиреозе.
Нека од ових антитела налазимо код 50—80% болесника са Грејвс-Базедовљевом болести. Она носе назив „дуготрајни стимулатор штитњаче“ (енгл. long-acting thyroid stimulator, LATS). Ова антитела су дуготрајна јер надражују штитну жлезду и до 12 часова, за разлику од ТСХ, чије дејство траје највише до једног часа. Висок ниво хормона штитне жлезде изазван „дуготрајним стимулаторима штитњаче“ потискује производњу ТСХ у аденохипофизи.
На улогу генетичких фактора у настанку Грејвс-Базедовљеве болести указује фамилијарност оболелих. Особе, са Грејвс-Базедовљевом болести у породичној анамнези, имају и до четири пута већи ризик да и саме оболе. Већи ризик постоји међу особама чији су сродници првог степен, а болују од гушавости и/или од неке друге аутоимунске болести штитне жлезде. Наиме сматра се да су се код таквих особа (склоних разбољевању) пре развоја болести ослободили тиреоцитни антигени, који су код њих у одређеном периоду живота довели до продукције антитела против ткива штитњаче.
Болест је повезана и са другим аутоимуним болестима штитне жлезде, Хашимотовим тироидитисом, у мањој мери, са другим аутоимуним болестима у другим ендокриним жлездама и у већој мери са аутоимуним болестима у другим системима, јер код ових болести постоји снажна фамилијарна повезаност.

## Клиничка слика
Ток болести на оку (Грејвсова офталмија) карактерише се појавом имуноинфламаторне реакције орбиталног везивног, масног ткива и спољашњих очних мишића, са карактеристичним егзофталмусом.

## Терапија
Орбитална декомпресија
Индикација за орбиталну декомпресију код Грејвсове офталмије су поред улкуса рожњаче, оптичка неуропатија и неуспешне конзервативне терапија.
Хируршка терапија се заснива на техници декомпресије средишњег (медијалног), доњег и спољњег (латералног) орбиталног зида. Такође се примењује и модификован приступ у коме се изводи техника декомпресије средишњег и доњег орбиталног зида, у комбинацији са бочном декомпресијом.
Декомпресија средишњег зида са очувањем средишњег дела са периостом, између етмоидалне шупљине и доњег зида и декомпресија латералног зида, са/или без декомпресије доњег зида, може обезбедити ефикасну редукцију егзофталмуса, без већег ризика од развоја постоперативних диплопија, посебно код болесника код којих постоји козметоестетска индикација.
Пластични хирурзи често користе у хируршкој терапији и транскутане или транскоњуктивални (тзв ниски приступ), у коме се доњи зид орбите одваја од периоста и везива и накнадно ремодулира.
У раном постоперативном периоду применом локалне офталмолошке терапије (вештачке сузе), системске примене кортикостероида, и адекватним ритмом контрола на један, два и шест месеци и годину дана обезбеђује се успешно одржавање и побољшање оштрине вида и општег стања оперисаног болесника.
Терапија зрачењем
Терапија зрачењем може се применити у акутној фази болести и код болесника са променама на рожњачи. Ова терапија се најчешће комбинује са имуносупресивима код болесника код који не постоји индикација за хируршки третман.

## Компликације

### Тиреотоксична криза
Тиреотоксична криза (ТТК) или „тиреотоксична олуја“ је тешко клиничко стање и најтежи облик компликација Грејвс-Базедовљеве болести, или полинодозне струме. Ово изузетно тешко и ургентно стање у ендокринологији, карактерише се следећим клиничким знацима и симптомима:
- Повишена температура са сувом топлом, влажном кожом и цијанотичним уснама.
- Дехидратација са пратећим кардиоваскуларним и неуропсихијатријским поремећајима, изазваним поремећењем у желудачноцревном систему (пролив и повраћање) и високом температуром.
- Изражена хипертензија, тахикардија (и до 200 откуцаја/мин), аритмија (преткоморска фибрилација илио флатер)
- Срчана слабост хиперкинетичког типа (снажан пулс, убрзана циркулација крви са почетним увећањем минутног волумена срца).
- Неуропсихијатријски поремећаји (тремор, анксиозност, адинамија, конфузија, психомоторни немир, кома).

Уколико се дијагноза не постави на време, а терапија не започне енергично, без дужег чекања на опсервацију, прогноза тиреотоксичне кризе је фатална.

## Прогноза
Прогноза Грејвс-Базедовљеве болести, ако се правилно и правовремено почне са лечењем повољна. Након хируршког лечења може се развити постоперативна хипотиреоза.
Пацијенти би требало да избегавају излагање сунцу и злоупотребу јода који могу садржати поједини лекови и намирнице богате јодом.